# Hieraaetus morphnoides

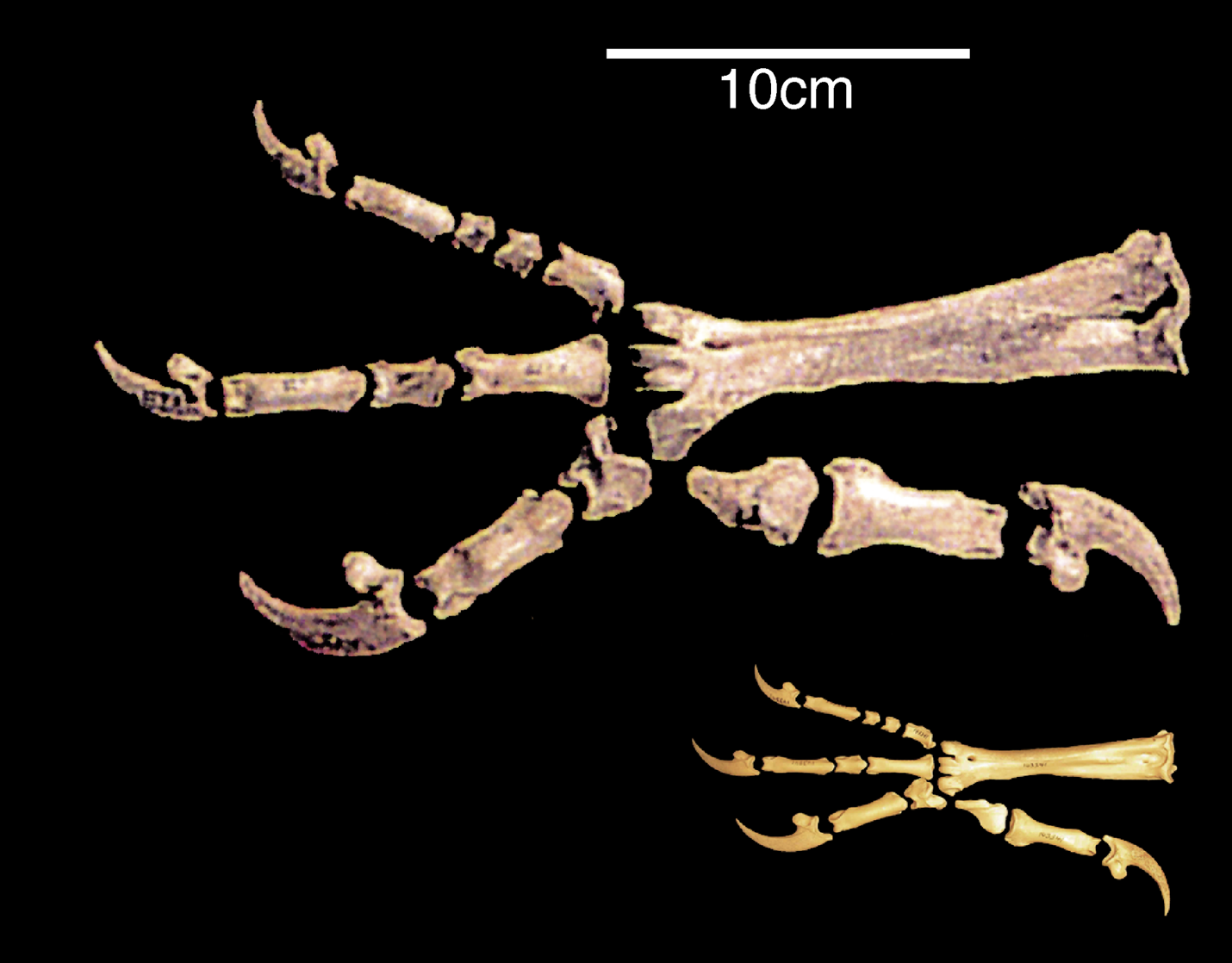
Morfología comparada del águila de Haast con su más cercano pariente vivo, el pequeño Hieraaetus morphnoides.

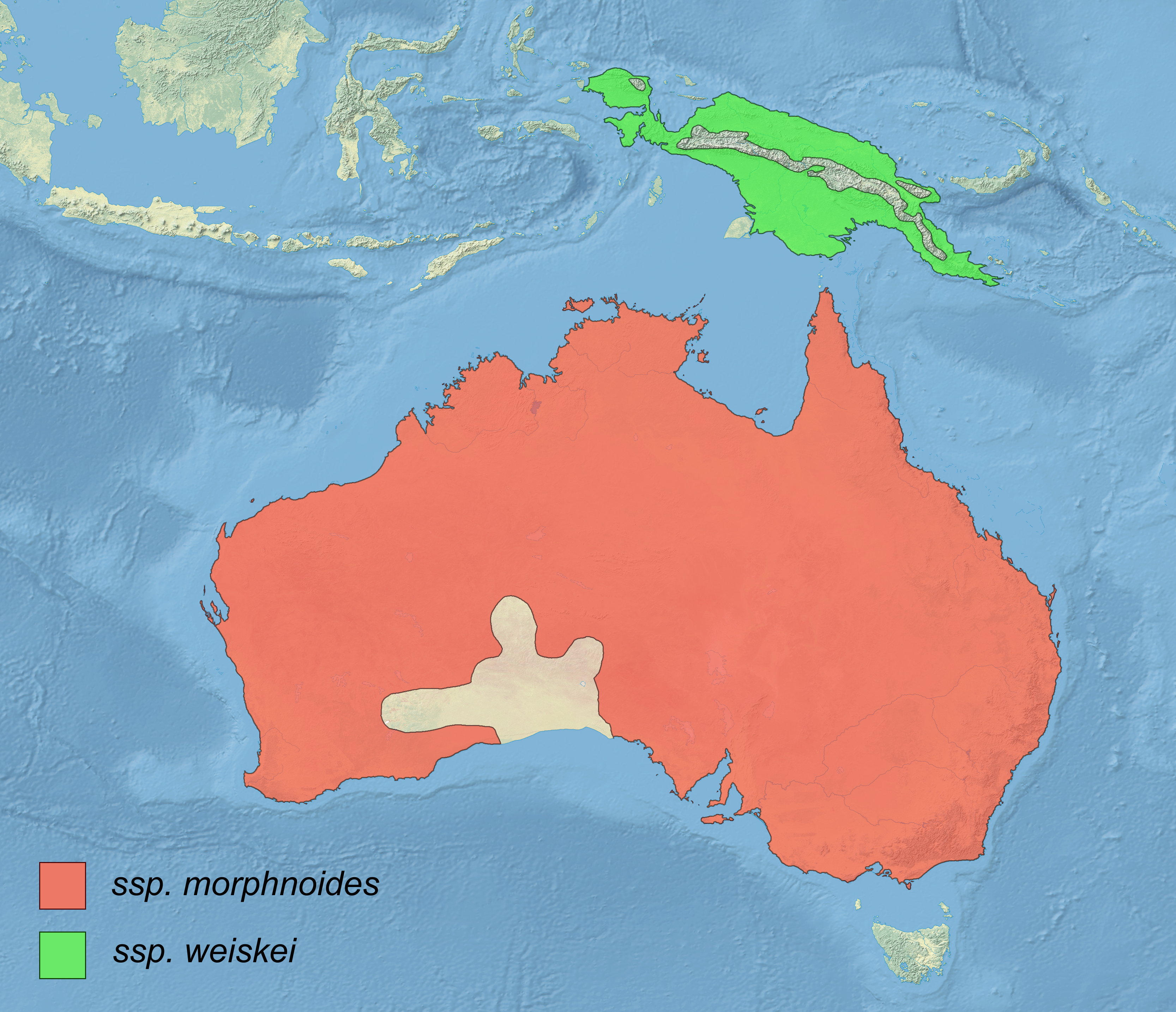
Distribución de la aguililla australiana en rojo (Hieraaetus weiskei en verde)

La aguililla australiana (Hieraaetus morphnoides) es una especie de ave accipitriforme de la familia Accipitridae nativa de Australia. Habita en los bosques abiertos, matorrales y sabanas, desde el nivel del mar hasta 1500 m s. n. m.
Es un águila muy pequeña, que mide unos 45-55 cm de largo y pesa unos 815 g, aproximadamente el tamaño del halcón peregrino.
Es un pariente cercano del águila calzada Paleártico y, sorprendentemente, del gran águila de Haast (Harpagornis moorei) de Nueva Zelanda, ahora extinto.